# 滨湖于蒂孔
滨湖于蒂孔（德語：Uetikon am See）是瑞士联邦苏黎世州迈伦区的市镇。该市镇面积为3.49平方千米，海拔高度450米，2018年12月31日人口数为6,173。

## 外部連結
- 滨湖于蒂孔官方网站 （页面存档备份，存于） （德文）